# Vườn quốc gia Awash
Vườn quốc gia Awash là một vườn quốc gia của Ethiopia. Trải dài qua mũi phía nam của vùng Afar và góc đông bắc khu vực Đông Shewa của vùng Oromia, vườn quốc gia này nằm cách thủ đô Addis Ababa 225 km về phía đông (một vài km tây của Awash), với ranh giới phía nam dọc theo sông Awash. Nó bao gồm diện tích 850 km² rừng keo và đồng cỏ. Đường cao tốc Addis Ababa - Dire Dawa chạy qua vườn quốc gia này ngăn cách đồng bằng Illala Saha ở phía nam với thung lũng Kudu ở phía bắc. Ở phía nam của vườn quốc gia là thung lũng Awash có những thác nước tuyệt đẹp còn tại Thung lũng Kudu phía trên ở Filwoha là những suối nước nóng xen giữa những lùm cây cọ
Vườn quốc gia Awash được thiết lập năm 1966, dù đạo luật quy định sự tồn tại của nó không hoàn toàn được thông qua cho đến ba năm sau. Khi thành lập vườn quốc gia này, cũng như đồn điền mía đường Metehara ở phía nam, sinh kế của người dân bản địa Karayyu Oromo đã bị đe dọa - một tác động trái với ý định ban đầu của chính phủ Ethiopia về việc các cơ sở này phục vụ lợi ích cho người dân địa phương.
Vườn quốc gia là nơi có hệ động vật đa dạng bao gồm hà mã, cá sấu sông Nin, sư tử, linh cẩu, báo săn, báo hoa mai, linh dương Soemmerring, ngựa vằn, hươu cao cổ, linh dương dik-dik Salt, linh dương Kudu lớn, linh dương Kudu nhỏ, lợn bướu thông thường, khỉ đầu chó olive, khỉ đầu chó Hamadryas, chó hoang châu Phi, đặc biệt phải kể đến 335 cá thẻ linh dương sừng thẳng Đông Phi quý hiếm. Đây cũng là nơi trú ẩn của 453 loài chim bản địa, trong đó có đà điểu. Trâu rừng châu Phi, voi châu Phi và tê giác từng có mặt tại vườn quốc gia những nay đã không còn.